# Мурделио (герб)
Мурделио (пол. Murdelio) — польский дворянский герб.

## Описание
В красном поле полумесяц, цвета золотого, рогами обращённый вверх. Над ним золотой же крест, а под луной шестиугольная звезда. В нашлемнике стоит до половины выходящий гриф с расправленными когтями, поднятыми крыльями и высунутым языком. Ср. Шелига. Родом Мурделио был герб этот перенесен из Хорватии в правление Владислава, короля Польского и Венгерского .

## Герб используют
Brasewicz, Brasiejewicz, Dyniatyński, Kagiel, Karwat, Kimborowicz, Kimbortowicz, Kniażewski, Knieżewski, Kogiel, Kowalski, Kozakiewicz, Lubecki, Mikołajewicz, Mładowski, Młodawski, Młodowski, Mordasewicz, Murdelio, Narwał, Piotrowicz, Skarski, Snacki, Snarski, Sznarski, Szparski, Wizgerd, Wizgert, Wizgird, Wizgirt, Włodawski, Wołczański, Wołczaski, Zalepucha, Żyliński